# Rish Gordon
 Rish Gordon  (* als Patricia Susan Roddan 1935 in Carlisle, England) ist eine englische Glasgraveurin, die 1979 nach Australien emigrierte. Bis 2005 arbeitete sie in Western Australia, seither in New South Wales.

## Ausbildung
Die Tochter eines Diplomaten ging in Nairobi zur High School und studierte nach Rückkehr der Familie nach Großbritannien von 1953 bis 1957 Kunstgeschichte in Edinburgh. Dort wurde sie unter Anleitung der Glasgraveurin Helen Monro-Turner in der barocken Gravurtechnik mit einem Kupfer-Stichel (copper wheel engravure technique) ausgebildet. Sie erhielt sodann regelmäßige Aufträge von der Londoner Glasmanufaktur Whitefriars Glass. Nach Abschluss der Ausbildung 1957 zog sie mit Alasdair Gordon, ihrem Kommilitonen von der Kunstakademie, nach Norwegen.

## Die erste Zeit in Europa
Nach einem ersten gemeinsamen Jahr Arbeit für die norwegische Glasmanufaktur Hadelands etablierten Alasdair Gordon und Rish Roddan, die im Dezember 1958 heirateten, in Bergen ihr erstes Glasstudio, das sie in den 60er Jahren erweiterten. Sie erzogen vier Kinder; zwei von ihnen wurden später ebenfalls Glaskünstler. Obwohl ihr Studio sehr erfolgreich war und sogar Aufträge durch das norwegische Königshaus erhielt, planten sie ihre Rückkehr nach Schottland.
Von 1973 bis 1979 arbeiteten die Gordons in Crieff/Perthshire für eine Glasmanufaktur. In dieser Zeit betätigte sich Rish, auch als Aquarellmalerin von Pflanzen und Tieren in der norwegischen Natur, und sie entwickelte schon damals die Idee, solche Motive auf Glas zu übertragen.
Mitte der 70er Jahre nahmen ihre Gemälde erstmals in Schottland an Ausstellungen teil.
1979 erhielt Alasdair Gordon eine Einladung zur 150-Jahr-Feier des Bundesstaates Western Australia in Perth. Es gefiel ihm dort so gut, dass er beschloss, mit der Familie zu emigrieren.

## Glaskunst in Australien
In Fremantle eröffnete das Ehepaar Gordon 1980 die Glas-Werkstatt The Gordon Studio. 1994 eröffnete Rish zusätzlich ihre eigene Galerie in Palmyra, einer Local Government Area innerhalb der Metropole Perth. Alasdair und Rish Gordon nehmen für sich in Anspruch, die einzigen Glaskünstler Western Australias zu sein, die die historische Gravurtechnik mit dem Kupferstichel beherrschen. Sie lehnten anfangs kommerzielle Gravurtechniken mit dem Sandstrahlgebläse vollkommen ab; mittlerweile benutzt Rish Gordon indes dieses Instrument für die Vorfertigung, finalisiert ihre Stücke jedoch nach wie vor manuell mit dem Kupferstichel.
Während Alasdair für vielfältige florale Dekore bekannt wurde, steht Rish Gordons Stil vor allem für lebensecht in farbige Vasen und Schalen eingravierte Tiergestalten. Afrikanische Wildtiere reflektieren den Lebensraum ihrer Kindheit, europäische Haustiere ihr Umfeld in Norwegen und Schottland, Kängurus ihre neue australische Heimat. Diese Werke waren in vielen Ausstellungen vertreten und sind heute noch zahlreich in Galerien australischer Metropolen erhältlich. Der Verband der australischen Ornithologen wurde auf ihre realistischen Vogeldarstellungen aufmerksam.
In den letzten Jahren hat Rish Gordon aber auch mit abstrakten Dekoren neue Wege eingeschlagen.
Ihre Kinder Kevin Gordon und Eileen Gordon entwickelten ihren eigenen Stil mit abstrakten Dekoren; auch ihr Schwiegersohn Grant Donaldson arbeitet für das Glasstudio der Familie. 2005 errichteten die Gordons eine neue Galerie auf der Mornington Peninsula bei Melbourne, die seither das gesamte Werk der Familie vertreibt.

## Ausstellungen
Vor ihrer Auswanderung nach Australien war Rish Gordon an verschiedenen europäischen Sammelausstellungen mit Aquarellen vertreten. Seit ihrer Emigration nach Australien liefert sie Beiträge aus ihrer Glaskunst. Von 2003 bis 2007 war sie auch auf Glasausstellungen außerhalb Australiens vertreten.
- 1975 Glamis Castle, Schottland
- 1976 Scone Palace, Perthshire / Schottland
- 1979 Dunblane Art Galleries
- 1981 Foyer der Konzerthalle in Perth; verschiedene öffentliche Gebäude Western Australias
- 1990 Eingangsbereich der Internatsschule St. Brigid's, Lesmurdie/Western Australia
- 1991 Arts & Crafts Fairs in Melbourne, Canberra und Sydney
- 1997 4 Galerien in Victoria und New South Wales
- 2000 Guest Artists - 27th Annual Exhibition of the Wildlife Art Society of Australasia, Melbourne
- 2003–2007 5 × SOFA (Sculpture Objects & Functional Art), Chicago
- 2006 2 Ausstellungen (März und Juli) in der Glass Galerie Leerdam, "Best Artists 2006" und "Australian Visions in Glass"
- 2007 nominiert für die Living Treasures-Liste des australischen National Trust
- 2008 Glass Artist's Gallery Glebe bei Sydney: From Out of the West
- 2009 Wagga Wagga Art Gallery, im Rahmen der ausgestellten Glas-Privatsammlung Joyce Kerfoot

An jährlich wiederkehrenden Veranstaltungen Western Australias wie der Fremantle Expo und dem Kings Park Wildflower Festival war Rish Gordon schon in den 90er Jahren mehrmals beteiligt.
1990 wurden ihre Werke in York bei den Art and Craft Awards der York Society prämiert.

## Signatur
Rish Gordon setzt die Titel ihrer Werke komplett auf der Unterseite der Objekte, signiert mit "Rish" und fügt die Jahreszahl hinzu.